# Veränderlicher Edelscharrkäfer
Der Veränderliche Edelscharrkäfer (Gnorimus variabilis, früher Achtpunktiger Edelscharrkäfer, Gnorimus octopunctatus), auch unter den Synonymen Schwarzer Edelkäfer oder Variabler Edelkäfer bekannt, ist ein Käfer aus der Unterfamilie der Rosenkäfer (Cetoniinae) in der Familie der Blatthornkäfer (Scarabaeidae). Die Gattung Gnorimus ist in Europa mit drei Arten vertreten, Die seltene Art ist in der Roten Liste der gefährdeten Tiere Deutschlands unter der Kategorie 1 (vom Aussterben bedroht) geführt, sie ist in Deutschland streng geschützt. In den Bundesländern wird der Käfer gewöhnlich ebenfalls als stark gefährdet oder vom Aussterben bedroht eingestuft.
Weibchen und Männchen unterscheiden sich in mehreren äußeren Merkmalen deutlich voneinander.

## Bemerkungen zum Namen
Der Käfer wurde bereits 1758 von Linné in der berühmten 10. Ausgabe seiner Systema Naturae, die als Ausgangspunkt der binominalen Nomenklatur gilt, als 53. Art der Gattung Scarabaeus unter dem Namen Scarabaeus variabilis beschrieben. Die Beschreibung beginnt mit den Worten Scarabaeus muticus laevis opacus ater, elytris punctatis (lat. abgestutzter Scarabaeus, unbehaart, matt schwarz, mit punktierten Flügeldecken). Die für Linné ungewöhnlich ausführliche Beschreibung endet mit der Aussage, dass der Käfer in der Farbe gold und rot variiert (variat colore aureo & rubro). Diese Bemerkung erklärt den Artnamen variabilis (lat. veränderlich), den Linné dem Käfer gibt. Sie beruht aber auf einem Versehen. Linné bezieht sich in der Beschreibung von variabilis auf eine Bildtafel von Rösel von Rosenhof. Darauf zeigt die Figur 4 eine rotgoldene Variante von nobilis. Gleich als nächste Art von Scarabaeus beschreibt Linné die Art nobilis. Er bezieht sich dabei auf die gleiche Bildtafel von Rösel, und Kleemann versieht in einer späteren niederländischen Übersetzung des Werks seines Schwiegervaters die Beschreibung zu erwähnter Bildtafel, Fig. 1 bis 5 (das abgebildete Tier wird von Roesel Zweite Sorte von Goldkäfer genannt), mit der Fußnote, dass Linné diesen Käfer  nobilis genannt habe.  Außer nobilis ist auf der Tafel nur noch als Figur 6 der Käfer Osmoderma eremita abgebildet, den Rösel der große schwarzbraune Käfer nennt. Dieser Käfer ist aber dunkelbraun und unpunktiert, was dem ersten Satz der Beschreibung von variabilis durch Linné widerspricht. Variabilis ist also von Rösel nicht abgebildet und hat keine rotgoldene Varianten. In den folgenden Auflagen der Systema naturae wird der Fehler bei der Beschreibung von variabilis beibehalten, in der 13. Auflage unter der Cura von  Gmelin wird die Farbvarianz weiter angeführt, aber es fehlt der Hinweis auf die Bildtafel Rösels, während bei nobilis die Bildtafel weiter erwähnt wird. Die Vermischung der beiden Arten variabilis und nobilis als Varianten der gleichen Art findet man auch noch 1783 bei Herbst, der vermutet, dass die schwarze und die goldgrünglänzende Art ... derselbe Käfer ist. Bei späteren Autoren jedoch wird die Art ausschließlich als schwarzer Käfer beschrieben.
Fabricius beschreibt 1775 eine Variante der Art mit acht Punkten: mit je zwei Punkten auf dem Halsschild, jeder Flügeldecke und dem Pygidium. Er führt sie als achte Art der Gattung Cetonia unter dem Namen Cetonia 8-punctata (lat. achtpunktige Cetonia) an. Deswegen gilt in der Gattung Gnorimus das Artepitheton octopunctata als Synonym zu variabilis.
Die Großgattung Scarabaeus von Linné wird aufgespalten, die Zugehörigkeit zu Cetonia wird als falsch erkannt. Von späteren Autoren wird die Art in die Gattungen Melolontha, Trichius, Aleurostictus und Gnorimus gestellt. In Opinion 2186 wurde 2007 durch die Internationale Kommission für Zoologische Nomenklatur der Gattungsname Aleurostictus Kirby 1827 zu Gunsten der von Gnorimus Le Peletier & Serville 1828 unterdrückt, weil der angeblich neuere Name gebräuchlicher ist. Die Kommission entspricht damit dem Antrag von Case 33549. Dies ist insofern inkorrekt, als Le Peletier und Serville den Namen Gnorimus bei der Aufteilung der Gattung Trichius bereits 1825, also vor Kirby, veröffentlicht haben, wie auch andere Autoren vermerken. Le Peletier und Serville stellen dabei Trichius variabilis in die eine Subdivision, die sie Gnorimus benennen.
Der Gattungsname Gnorimus von altgriechisch γνώριμος, ‚gnōrimos‘ bedeutet ‚bekannt, berühmt‘.

## Merkmale des Käfers
|                                       |                                       |                                      |                                      |                                     |                                     |
| Abb. 1: Aufsicht ♀                    | Abb. 1: Aufsicht ♀                    | Abb. 1: Aufsicht ♀                   | Abb. 2: Vorderansicht ♂              | Abb. 2: Vorderansicht ♂             | Abb. 2: Vorderansicht ♂             |
|                                       |                                       |                                      |                                      |                                     |                                     |
| Abb. 3: Seitenansicht ♀               |                                       |                                      |                                      |                                     |                                     |
|                                       |                                       |                                      |                                      |                                     |                                     |
| Abb. 4: Unterseite ♂                  | Abb. 4: Unterseite ♂                  | Abb. 4: Unterseite ♂                 | Abb. 5: Unterseite ♀                 | Abb. 5: Unterseite ♀                | Abb. 5: Unterseite ♀                |
|                                       |                                       |                                      |                                      |                                     |                                     |
| Abb. 6: Oberkiefer von innen und oben | Abb. 6: Oberkiefer von innen und oben | Abb. 7: Unterkiefer mit Kiefertaster | Abb. 7: Unterkiefer mit Kiefertaster | Abb. 8: Unterlippe mit Lippentaster | Abb. 8: Unterlippe mit Lippentaster |
|                                       |                                       |                                      |                                      |                                     |                                     |
| Abb. 9: Vorderschiene                 | Abb. 9: Vorderschiene                 | Abb. 10: Mittelschiene               | Abb. 10: Mittelschiene               | Abb. 11: Hinterbein                 | Abb. 11: Hinterbein                 |
|                                       |                                       |                                      |                                      |                                     |                                     |
| Abb. 12: Ausschnitt Bauch ♂           | Abb. 12: Ausschnitt Bauch ♂           | Abb. 12: Ausschnitt Bauch ♂          | Abb. 13: Kopfschild                  | Abb. 13: Kopfschild                 | Abb. 13: Kopfschild                 |

Der schwarze, wenig glänzende Käfer mit gelblich bis weißlichen Flecken wird 17 bis 22 Millimeter lang. Das Weibchen ist durchschnittlich etwas größer als das Männchen. Der Käfer ist oberseits unbehaart.
Der dicht und fein runzelig punktierte Kopf (Abb. 2) weist mit den Mundwerkzeugen nach vorn (prognath).
Der viereckige Kopfschild ist vorn ausgerandet und dort vor allem zu den Seiten hin beim Männchen stärker, beim Weibchen kaum aufgebogen (Abb. 13).
Die Oberkiefer (Abb. 6) sind unter dem Kopfschild verborgen. Der äußere, nur schwach verhornte Teil ist zugespitzt und leicht nach innen gekrümmt. Er überragt den nach innen anschließenden häutigen Teil deutlich. An der Basis befindet sich gegenüber dem Gelenkkopf ein großer, geriefter Mahlzahn (in Abb. 6 links in Aufsicht). Die Innenlade der Unterkiefer überragt die Außenlade und ist zur Spitze mit langen Haaren besetzt, die einen dichten Pinsel bilden (Abb. 7). Die Kiefertaster sind viergliedrig, das Endglied ist so lang wie die drei vorhergehenden und leicht gebogen (Abb. 7). Die Unterlippe ist sehr tief eingeschnitten (Abb. 8). Das Endglied der dreigliedrigen Lippentaster ist länglich eiförmig (Abb. 8).
Die zehngliedrigen Fühler sind braunschwarz. Die letzten drei Glieder sind nach vorn zu einer Lamelle ausgezogen und bilden eine schmale längliche Keule, die fächerartig gespreizt werden kann (Taxobild). Diese ist bei den Männchen nur wenig länger als bei den Weibchen. Die seitlich hervorstehenden Augen sind vorn durch eine kurze Stirnleiste horizontal geteilt.
Der Halsschild ist ebenfalls sehr dicht, an den Seiten querrunzelig punktiert. Gewöhnlich ist eine mittig liegende und hinten glatte Längslinie angedeutet (Abb. 1, Taxobild). Nach hinten verbreitert sich der Halsschild schwach bauchig und erreicht seine größte Breite bei vier Siebentel seiner Länge, danach verschmälert er sich wenig und geht über stark abgerundete Hinterecken in die Basis über. Diese ist etwa doppelt so breit wie der Vorderrand des Halsschilds, in der Mitte breit konvex, an den Seiten schwach konkav geschwungen. Der Halsschild ist gerandet, an den Seiten deutlich, vorn schwach, gegen die Mitte der Basis erlischt der Rand. In den Hinterecken findet man gewöhnlich je einen blass gelben bis weißen Fleck.
Das Schildchen ist stumpf dreieckig bis halbkreisförmig, an der Basis punktiert, hinten glatt.
Die Flügeldecken sind deutlich breiter als der Halsschild und etwa doppelt so lang wie dieser. Gemeinsam sind sie fast so breit wie lang. Sie sind flach, klaffen hinten auseinander und lassen das Ende des Hinterleibs unbedeckt. Die Schultern sind stark ausgeprägt, und vor dem Absturz sind die Flügeldecken seitlich ausgebeult. Sie sind lederartig runzelig punktiert, eine Streifung kann vorgetäuscht werden. Die Flügeldecken tragen gewöhnlich jeweils vier oder fünf kleine Makel in der gleichen Farbe wie die Flecken des Halsschilds. Anzahl, Größe und Anordnung der Makel variieren jedoch, sie können auch zu einem großen blass gelben Fleck zusammenfließen.
Das gewölbte, abgestutzte Pygidium trägt ebenfalls gelblich weiße Flecke, die auch fehlen können. Es endet in zwei nebeneinander liegenden Höckern, die beim Männchen kaum, beim Weibchen deutlich ausgebildet und auch von unten sichtbar sind (Abb. 5). Die Hinterleibsspitze ist beim Männchen kurz und fein grau behaart.
Unterseits ist der Käfer glänzend schwarz, der Hinterleib kann an den Seiten weiß gefleckt sein. Die Unterseite ist auf der Brust bei den Männchen lang gelbgrau, bei den Weibchen kurz greis behaart (Abb. 4 und 5), am Hinterleib ist die Behaarung spärlich. Die Hinterbrust ist mittig deutlich längs gefurcht, die Furche setzt sich beim Männchen als schmale Rinne über die ersten Hinterleibssternite fort (Abb. 4 und 12), nicht aber beim Weibchen (Abb. 5).
Die Hinterhüften sind einander genähert. Die Vorderschienen sind aufs Graben spezialisiert. Sie tragen am Außenrand zwei spitze Zähne, deren äußerer am Schienenende liegt. Beim Weibchen sind diese Zähne kräftiger ausgebildet als bei den Männchen (Abb. 9). An der Spitze der Innenseite der Vorderschienen befindet sich ein beweglicher Dorn. Am einfachsten sind die Geschlechter am Bau der Mittelschienen zu unterscheiden (Abb. 10). Diese weisen beim Weibchen keine Besonderheiten auf, beim Männchen sind sie an der Basis schlank und stark sowohl nach oben als nach außen gekrümmt, danach verbreitern sie sich deutlich. Die Tarsen aller Beine sind fünfgliedrig, die ersten vier, etwa gleich langen Glieder tragen auf der Unterseite zur Spitze hin ein Borstenbüschel. Die Hintertarsen sind beim Männchen deutlich länger als beim Weibchen (Abb. 11).

## Ei
Die Eier sind gelbbraun, fast kugelförmig. Ihr längerer Durchmesser beträgt etwa zwei Millimeter, der kürzere 1,8 Millimeter.

## Larve
| Larve, Bilder nach Perris, 1864 |                     |                      |                 |
|                                 |                     |                      |                 |
| Abb. 14: Larve                  | Abb. 15: Oberkiefer | Abb. 16: Unterkiefer | Abb. 17: Fühler |

Die Larve (Abb. 14) wird im letzten Stadium ungefähr 23 Millimeter lang. Sie ist weiß mit zwei rotbraunen Flecken auf dem Prothorax. Sie  hat die Form eines Engerlings, ist runzlig und außer auf dem Kopf ziemlich regelmäßig mit Querreihen sehr kurzer, rötlicher Haare bedeckt. Besonders auf dem Rücken und unter dem 13. Segment sind diese Haare stachelförmig.
Der Kopf ist fast so breit wie der Körper, rötlich glänzend. Auf der Stirn trägt sie eine Querrinne sowie am Vorderrand mehrere kleinere Unebenheiten. Das Epistom ist breiter als lang und viereckig. Vorn hat es zwei Grübchen, die Vorderecken sind etwas aufgeworfen. Die Oberlippe ist halbkreisförmig, oben trägt sie eine Erhöhung. Diese ist durch eine Art Furche parallel zum Vorderrand umgrenzt, die mit rötlichen und seidigen Härchen ausgestattet ist. Die rötlichen Oberkiefer (Abb. 15) sind lang, kräftig, nur leicht gebogen. Sie tragen an der dunklen Spitze innen drei Zähne mit nach hinten abnehmender Größe. Die Unterkiefer (Abb. 16) sind breit und kurz, die Lade konisch und im oberen Teil mit Borsten und kleinen Stacheln besetzt, mit einem hornigen Dorn an der Spitze. Die viergliedrigen Kiefertaster (Abb. 16) sind leicht nach innen geneigt. Die letzten beiden Glieder sind etwa gleich lang, das zweite Glied etwas kürzer, das erste Glied sehr kurz.  Die quadratische Unterlippe ist kurz, zwischen den zweigliedrigen Lippentastern sitzen zwei steife Borsten. Die Fühler (Abb. 17) sind fünfgliedrig, das Basisglied ist etwas kürzer, aber dicker als die anderen. Die folgenden drei Glieder sind etwa gleich lang, das vierte Glied ist an der Spitze zu einem Art stumpfen Sporn erweitert. Das Endglied ist länger als die anderen, etwas schmaler und nach außen geneigt und innen schartig.
Der Körper hat dreizehn Glieder, die Oberseite ist stark gekrümmt, die Unterseite fast eben und außer am schmäleren Ende überall gleich dick. Die drei Brustsegmente tragen je ein Beinpaar. Die behaarten Beine sind viergliedrig. Die Atemöffnungen liegen seitlich, je eine nahe dem Vorderrand der Vorderbrust, die anderen nahe dem Vorderrand des ersten bis achten Hinterleibssegments. Sie sind hufeisenförmig, die Öffnung ist beim ersten Segment nach hinten, bei den anderen nach vorn gerichtet.

## Biologie
Der Käfer entwickelt sich in alten hohlen Bäumen oder in liegenden starken Ästen, meistens von Laubbäumen, insbesondere in alten Eichen und Esskastanien. Er ist in lichten Laubwäldern und an Waldrändern zu finden, verbringt aber auch als voll entwickeltes Tier die meiste Zeit in Baumhöhlen.
Die Käfer benötigen zu ihrer Entwicklung zwei Jahre, in kalten Gebieten auch länger. Die Larven ernähren sich von Mulm in Baumhöhlen. Das letzte Larvenstadium überwintert und verpuppt sich im Frühjahr. Die Puppenwiege besteht aus Kotkugeln und Mulm. Die ausgewachsenen Tiere erscheinen im späten Frühjahr. Die Käfer findet man von Juni bis August im Mulm, gelegentlich auch auf Blüten (Holunder und Doldenblütler) oder an ausfließendem Baumsaft. Bald danach beginnt die Paarung und die Eiablage. Zu dieser graben sich die Weibchen tief in den Mulm ein. Danach sterben die Käfer ab.

## Verbreitung
Die Art ist hauptsächlich im nördlichen Süd- und in Mitteleuropa verbreitet, aber überall selten. Es handelt sich um ein Urwaldrelikt. Das Verbreitungsgebiet reicht bis ins südliche Nordeuropa. In Großbritannien gilt der Käfer als gefährdet. Außerdem ist der Käfer im Nahen Osten zu finden. Aus Portugal und der Europäischen Türkei liegen keine Meldungen vor.